# José Villa Soberón
José Ramón Villa Soberón (* 2. September 1950 in Santiago de Cuba) ist ein kubanischer Bildhauer und Kunstprofessor.

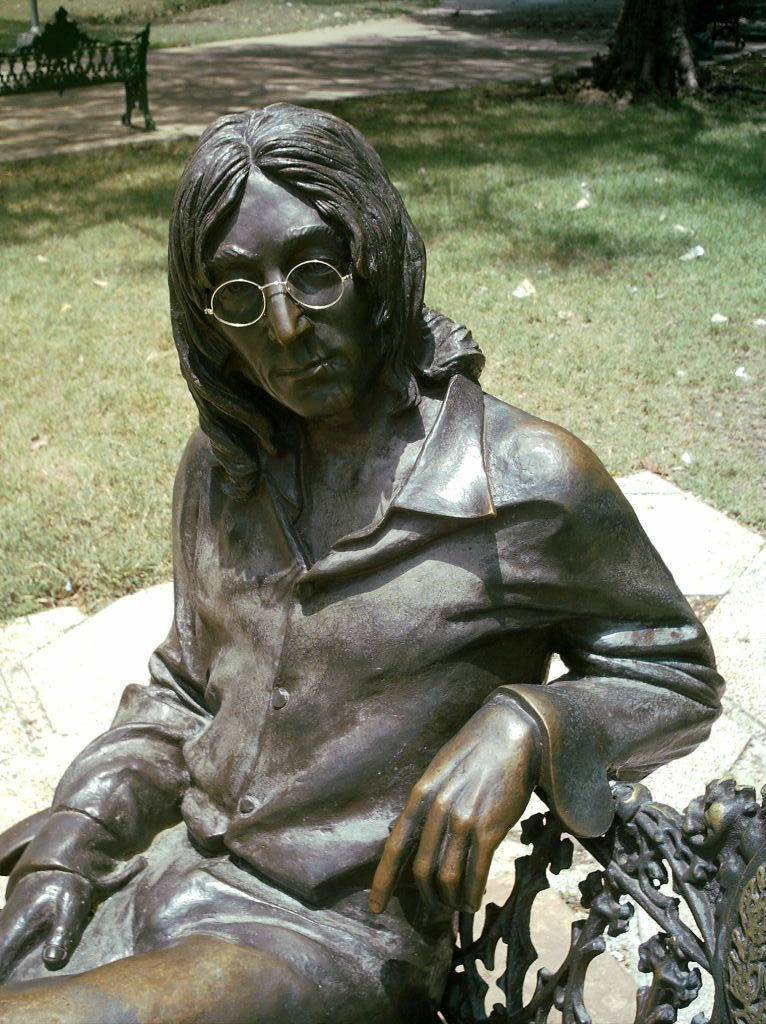
John Lennon

## Leben
1950 wurde José Villa Soberón in Santiago de Cuba geboren. Seine künstlerische Ausbildung genoss er zunächst von 1965 bis 1971 an der Escuela Nacional de Arte in Havanna, anschließend von 1971 bis 1976 an der Akademie für Bildhauerkunst in Prag. Seit seiner Rückkehr nach Kuba 1976 unterrichtet er als am Instituto Superior de Arte in Havanna, wo er von 1986 bis 1990 Dekan der Fakultät für Bildhauerkunst war. Im staatlichen kubanischen Künstler- und Schriftstellerbunds (UNEAC), dem er seit 1982 angehört, war er 1993–2008 Vorsitzender der Bildhauersparte und ist seitdem Erster Stellvertretender Verbandsvorsitzender. Seit 1982 gehört er dem kubanischen Komitee der International Association of Art an.

## Werk

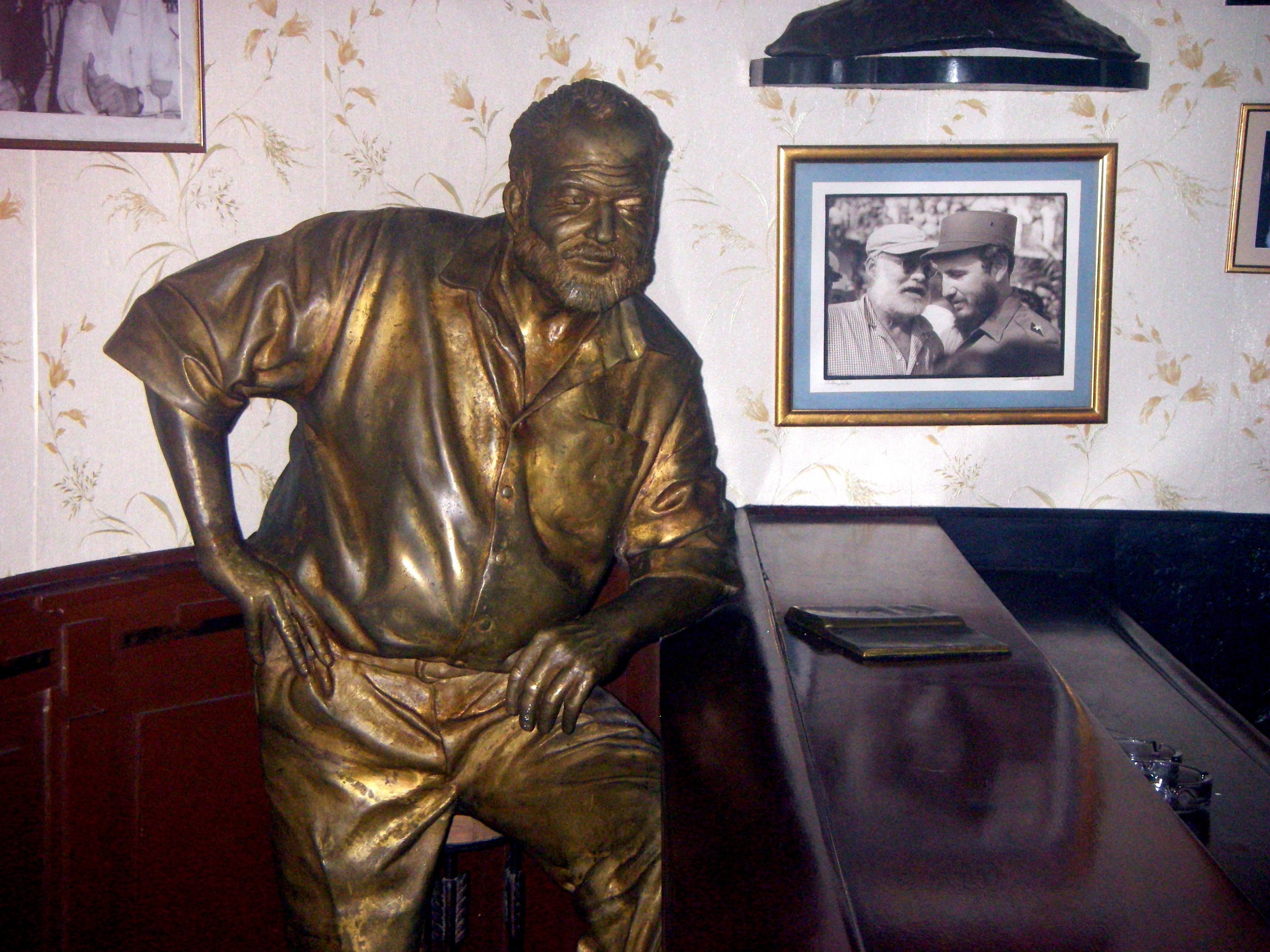
Statue Ernest Hemingway, 2003

Berühmtheit hat vor allem seine Kupferstatue des auf einer Parkbank in Havanna sitzenden John Lennon erlangt. Die Skulptur wurde am 8. Dezember 2000 von Fidel Castro enthüllt. Seit 2001 steht vor dem Convento de San Francisco de Asís in der Altstadt von Havanna eine Bronzestatue des Caballero de París, eines stadtbekannten, geistig verwirrten Mannes, der jahrelang durch die Straßen der Stadt zog. 2003 folgte ein Abbild Ernest Hemingways in der Bar El Floridita, ebenfalls in Havanna, 2004 dann in Cienfuegos mit Beny Moré ein weiteres Denkmal für eine Legende des 20. Jahrhunderts. Seine früheren Werke waren überwiegend abstrakt.
Ein weiteres berühmtes Werk ist das Cruz Andina am Flughafen El Alto in Bolivien.